# Емельянов, Михаил Александрович (деятель культуры)
Михаи́л Алекса́ндрович Емелья́нов (26 февраля 1904, Карсун, Карсунский уезд, Симбирская губерния, Российская империя — 8 августа 1970, Йошкар-Ола, Марийская АССР, РСФСР, СССР) — советский военный деятель и деятель культуры. Участник Гражданской войны, Великой Отечественной и советско-японской войны. Кавалер ордена Ленина (1954). Директор Марийского государственного театра и Марийской государственной филармонии (1953—1966).

## Биография
Родился 26 февраля 1904 года в п. Карсун ныне Карсунского района Ульяновской области в семье служащего. 
В июне 1919 года призван в РККА, участник Гражданской войны.
В октябре 1924 года вновь призван в Красную Армию из Татарской АССР: политработник, с 1937 года — начальник Дома Красной Армии 17-й армии в Забайкальском военном округе. В 1945 году был участником советско-японской войны, майор. В августе 1953 года уволился в запас в звании подполковника. Награждён орденами Ленина, Красного Знамени, Красной Звезды и медалями, в том числе медалью «За боевые заслуги».
После увольнения из армии приехал в Йошкар-Олу: директор Марийского государственного театра и Марийской государственной филармонии, с 1966 года — директор магазина «Знание». Дважды награждён Почётной грамотой Президиума Верховного Совета Марийской АССР.
Скончался 8 августа 1970 года в Йошкар-Оле.

## Награды
- Орден Ленина (05.11.1954) — за выслугу лет
- Орден Красного Знамени (05.11.1946) — за выслугу лет
- Орден Отечественной войны I степени (13.09.1945)
- Орден Красной Звезды (03.11.1944) — за выслугу лет
- Медаль «За боевые заслуги» (1967) — в связи с 60-летием Октябрьской революции
- Медаль «За победу над Германией в Великой Отечественной войне 1941—1945 гг.»
- Медаль «За победу над Японией»
- Медаль «За воинскую доблесть. В ознаменование 100-летия со дня рождения Владимира Ильича Ленина» (1970)
- Почётная грамота Президиума Верховного Совета Марийской АССР (1954, 1960)[1][2]